# Christoph Achenbach
Christoph Achenbach (* 27. April 1958 in Münster) ist ein deutscher Manager. Er war von Juni 2004 bis April 2005 Vorstandsvorsitzender der KarstadtQuelle AG.
Achenbach wurde als Sohn des Vorstandssprechers des ehemaligen Textil-Unternehmens Sinn AG (mittlerweile Sinn GmbH), Jürgen Achenbach († 2010), geboren. Er studierte Betriebswirtschaft an der Universität Münster und der Universität zu Köln. 1989 wurde er  am Lehrstuhl für Handel und Absatz (Prof. Fritz Klein-Blenkers) an der Universität zu Köln promoviert (Dissertationsschrift Die Nutzung von Kundenverkehrsuntersuchungen für die standortbezogene Unternehmenspolitik der Warenhäuser, dargestellt am Beispiel der BAG-Untersuchung).
1989 trat er in das Unternehmen Quelle Schickedanz AG & Co. ein. 1991 wurde er Geschäftsführer von Optofot Jena, einem Tochterunternehmen der Apollo-Optik (Quelle-Gruppe). 1993 wurde Achenbach Bereichsleiter „Planung und Controlling Spezialversand / Versand Ausland“ bei Quelle. Ein JahrQuelle später wurde er bereits Chef der Unternehmensstrategie mit dem Vorstandssekretariat bei der Schickedanz Holding.
1997 wurde er in den Vorstand der Quelle AG mit dem Aufgabengebiet Finanzen, Controlling und Spezialversand berufen. Im März 2001 wurde Achenbach Vorstandsvorsitzender der Quelle AG (Fürth); 2002 wurde er zudem Vorstand der zum Karstadt-Konzern gehörenden Neckermann Versand AG (Frankfurt am Main). Nach der Fusion mit Karstadt wurde Achenbach im Mai 2002 Vorstandsmitglied der KarstadtQuelle AG (Essen); im Juni 2004 wurde er ihr Vorstandsvorsitzender.
Anfang April 2005 schied Achenbach aus der KarstadtQuelle AG aus. Anschließend arbeitete er als Geschäftsführer beim Versandhaus Klingel (Pforzheim), der damaligen Nr. 3 im deutschen Versandhandel. Von Anfang 2008 bis Ende 2010 war Achenbach Partner und Geschäftsführer der 'Intes Beratung für Familienunternehmen'.
Zum 1. Januar 2011 gründete Achenbach die 'BfUN Beratung für Unternehmensführung und -nachfolge GmbH' in Köln, die auf die Beratung und Vermittlung von Beiräten und Beteiligungskapital sowie die Unterstützung von Unternehmensnachfolgern spezialisiert ist.
Achenbach ist verheiratet und hat drei Kinder.

## Veröffentlichungen
- Familienexternes Management im Mittelstand. 2018, ISBN 978-3-942543-76-7.[3]
- Der Beirat für Familienunternehmen: Sparringspartner, Rat- und Ideengeber für Gesellschafter und Geschäftsführung. Ein Leitfaden für die Einrichtung, Besetzung und Kontrolle des Beratungsgremiums. Verlag INTES Akademie für Familienunternehmen, Bonn 2010, ISBN 3-9811783-5-1.
- Der Bekleidungsfachmarkt. Schwartz Verlag, Göttingen 1986, ISBN 3-509-01411-1.
- Die Nutzung von Kundenverkehrsuntersuchungen für die standortbezogene Unternehmenspolitik der Warenhäuser, dargestellt am Beispiel der BAG-Untersuchung. Schwartz Verlag, Göttingen 1989, ISBN 3-509-01508-8.